# Temporada da NHL de 1946–47
A temporada da NHL de 1946–47 foi a 30.ª  temporada da National Hockey League (NHL). Seis times jogaram 60 partidas cada. 

## Temporada Regular
Tommy Gorman, que estava associado à National Hockey League desde o seu início em 1917, anunciou sua aposentadoria em julho de 1946 como administrador geral do Montreal Canadiens. Ele deixou para trás sete campeões da Stanley Cup e uma carreira de Hall da Fama como treinador e administrador geral. Frank Selke, liberado do Toronto Maple Leafs, assumiu como administrador geral e construiria a maior dinastia já vista na história do hóquei no final da década de 1950. Os Canadiens estavam com problemas financeiros nessa época, apesar de seu time vencedor, e  Selke mudaria as coisas comprando talentos e mantendo a parte boa do elenco, vendendo alguns jogadores a times que precisavam de talento. 
Red Dutton finalmente saiu do cargo de presidente da NHL, com a vinda de Clarence Campbell, que Frank Calder havia dito desejar ser seu sucessor, da Europa. A experiência de Campbell no Direito e no hóquei fez dele a escolha perfeita como presidente. 
Lorne Chabot, cuja carreira sensacional como goleiro trouxe duas Stanley Cups, um Troféu Vezina e uma escolha no Primeiro Time das Estrelas, morreu em 10 de outubro, cinco dias após o aniversário de 46 anos. Ele vinha sofrendo de doença renal e teve de ser mantido em um leito com artrite severa. 
Detroit perdeu Syd Howe por conta da aposentadora, mas um outro Howe começou sua grande carreira  com a estreia de Gordie Howe pelo time. Em uma de suas primeiras brigas, ele cuidou do jogador de Montreal Rocket Richard. Sid Abel soltou uma provocação que enraiveceu Richard e ele quebrou o nariz de Abel em três partes.
Chicago decidiu contrar o goleiro Paul Bibeault de Montreal e se arrependeu. Ele jogo muito mal, com uma de suas derrotas sendo um 11-0 sob as mãos de Toronto. Finalmente, o presidente e administrador geral Bill Tobin perdeu a paciência e trouxe o jogador de 20 anos Emile Francis para substituí-lo. Ele fez sua estreia em 9 de fevereiro de 1947, em uma vitória por 6-4 sobre Boston. Durante a temporada, o Maple Leaf Gardens foi a primeira arena da NHL a ter Plexiglas inserido nas zonas finais do rink.
Uma grande confusão aconteceu em 16 de março de 1947, entre o New York Rangers e o Montreal Canadiens. Cal Gardner levantou o taco de Kenny Reardon, que acabou sendo atingido na boca, e uma briga emergiu entre ambos os times e torcedores. Naquela mesma noite, Billy Taylor de Detroit estabeleceu um recorde na NHL com 7 assistênciass na vitória por 10–6 sobre o Chicago Black Hawks.
Bill Durnan quebrou o recorde de George Hainsworth de Troféus Vezina consecutivos, ao ganhar o quarto em uma sequência, e Montreal novamente terminou em primeiro. Max Bentley superou Rocket Richard por um ponto e ganhou  o campeonato de pontos. Em 12 de fevereiro de 1947, Dit Clapper jogou seu último jogo pelo Boston Bruins. Antes do início do jogo, Clapper foi colocado no Hall da Fama. Ele foi o único jogador na ativa a ser colocado no Hall. O New York Rangers foi o primeiro time da NHL a ter seus jogos em casa televisionados. 

### Classificação Final
Nota: PJ = Partidas Jogadas, V = Vitórias, D = Derrotas, E = Empates, Pts = Pontos, GP = Gols Pró, GC = Gols Contra, PEM=Penalizações em Minutos

Times que se classificaram aos play-offs estão destacados em negrito
| National Hockey League | PJ | V  | D  | E  | Pts | GP  | GC  | PEM |
| ---------------------- | -- | -- | -- | -- | --- | --- | --- | --- |
| Montreal Canadiens     | 60 | 34 | 16 | 10 | 78  | 189 | 138 | 561 |
| Toronto Maple Leafs    | 60 | 31 | 19 | 10 | 72  | 209 | 172 | 669 |
| Boston Bruins          | 60 | 26 | 23 | 11 | 63  | 190 | 175 | 463 |
| Detroit Red Wings      | 60 | 22 | 27 | 11 | 55  | 190 | 193 | 535 |
| New York Rangers       | 60 | 22 | 32 | 6  | 50  | 167 | 186 | 426 |
| Chicago Black Hawks    | 60 | 19 | 37 | 4  | 42  | 193 | 274 | 467 |

### Artilheiros
PJ = Partidas Jogadas, G = Gols, A = Assistências, Pts = Pontos, PEM = Penalizações em Minutos
| Jogador         | Time                | PJ | G  | A  | Pts | PEM |
| --------------- | ------------------- | -- | -- | -- | --- | --- |
| Max Bentley     | Chicago Black Hawks | 60 | 29 | 43 | 72  | 12  |
| Maurice Richard | Montreal Canadiens  | 60 | 45 | 26 | 71  | 69  |
| Billy Taylor    | Detroit Red Wings   | 60 | 17 | 46 | 63  | 35  |
| Milt Schmidt    | Boston Bruins       | 59 | 27 | 35 | 62  | 40  |
| Ted Kennedy     | Toronto Maple Leafs | 60 | 28 | 32 | 60  | 27  |
| Doug Bentley    | Chicago Black Hawks | 52 | 21 | 34 | 55  | 18  |
| Bobby Bauer     | Boston Bruins       | 58 | 30 | 24 | 54  | 4   |
| Roy Conacher    | Detroit Red Wings   | 60 | 30 | 24 | 54  | 6   |
| Bill Mosienko   | Chicago Black Hawks | 59 | 25 | 27 | 52  | 2   |
| Woody Dumart    | Boston Bruins       | 60 | 24 | 28 | 52  | 12  |

## NHL awards
| Copa O'Brien:              | Montreal Canadiens                  |
| Troféu Príncipe de Gales:  | Montreal Canadiens                  |
| Troféu Memorial Calder:    | Howie Meeker, Toronto Maple Leafs   |
| Troféu Memorial Hart:      | Maurice Richard, Montreal Canadiens |
| Troféu Memorial Lady Byng: | Bobby Bauer, Boston Bruins          |
| Troféu Vezina:             | Bill Durnan, Montreal Canadiens     |

### Times das Estrelas
| Primeiro Time                              | Position | Segundo Time                        |
| ------------------------------------------ | -------- | ----------------------------------- |
| Bill Durnan, Montreal Canadiens            | G        | Frank Brimsek, Boston Bruins        |
| Ken Reardon, Montreal Canadiens            | D        | Jack Stewart, Detroit Red Wings     |
| Emile "Butch" Bouchard, Montreal Canadiens | D        | Bill Quackenbush, Detroit Red Wings |
| Milt Schmidt, Boston Bruins                | C        | Max Bentley, Chicago Black Hawks    |
| Maurice Richard, Montreal Canadiens        | RW       | Bobby Bauer, Boston Bruins          |
| Doug Bentley, Chicago Black Hawks          | LW       | Woody Dumart, Boston Bruins         |

## Estreias
O seguinte é uma lista de jogadores importantes que jogaram seu primeiro jogo na NHL em 1946-47 (listados com seu primeiro time, asterisco(*) marca estreia nos play-offs):
- Johnny Peirson, Boston Bruins
- Pentti Lund*, Boston Bruins
- Bill Gadsby, Chicago Black Hawks
- Gordie Howe, Detroit Red Wings
- Jim McFadden*, Detroit Red Wings
- Bill Barilko, Toronto Maple Leafs
- Garth Boesch, Toronto Maple Leafs
- Gus Mortson, Toronto Maple Leafs
- Howie Meeker, Toronto Maple Leafs
- Sid Smith, Toronto Maple Leafs

## Últimos Jogos
O seguinte é uma lista de jogadores importantes que jogaram seu último jogo na NHL em 1946-47 (listados com seu último time):
- Don Grosso, Boston Bruins
- Bill Cowley, Boston Bruins
- Dit Clapper, Boston Bruins
- Babe Pratt, Boston Bruins
- Clint Smith, Chicago Black Hawks
- Johnny Mowers, Chicago Black Hawks
- Joe Benoit, Montreal Canadiens